# Mohsen Rezáí
Mohsen Rezáí (persky محسن رضایی میرقائد‎; * 1. září 1954 Chúzistán) je íránský politik, ekonom a bývalý vojenský velitel revolučních gard. V současné době je členem nejvyššího arbitrážního sboru pro právní a náboženské otázky. V roce 2009 byl jedním ze čtyř kandidátů na úřad prezidenta Íránu.
V roce 2007 se jeho jméno objevilo mezi šesticí podezřelých z bombového atentátu v Buenos Aires, při kterém v roce 1994 zahynulo 85 lidí, zejména Židů.